# Ашуров, Мухридин Ашурович
Мухриди́н Ашу́рович Ашу́ров (22 марта 1950 года, город Душанбе Таджикская ССР — 26 июля 2007) — российский военный деятель и военачальник. Генерал-лейтенант (2000), Герой Российской Федерации (2000). Похоронен на Димитриевском (Центральном) кладбище в городе Волгограде. Имя Героя увековечено в волгоградском Зале воинской и трудовой Славы.

## Военная служба в СССР
В Вооруженных Силах с 1968 года.
С 1968 года по 1972 год обучался в Ташкентском высшем танковом командном училище. Окончил Ташкентское военное танковое командное училище в 1972 году. Командовал танковыми и мотострелковыми подразделениями. В период с 1979 по 1981 год воевал в составе контингента советских войск в Афганистане.
С 1981—1984 годах обучался в Военной академии бронетанковых войск и успешно окончил её. С 1984 года служил в Группе советских войск в Германии в должностях начальника штаба и командира танкового полка. С 1982 года — начальник ракетных войск и артиллерии мотострелковой дивизии, заместитель начальника штаба ракетных войск и артиллерии Среднеазиатского военного округа. С 1989 года командовал танковым полком в Белорусском военном округе.

## Военная служба в Российской Федерации
Мухридин Ашуров являлся активным участником процесса национального примирения в Таджикистане. В 1991 году полковник Ашуров назначается командиром 201-й мотострелковой дивизии, дислоцированной в Таджикистане. Возвращение на Родину оказалось трагическим — родина офицера полыхала в огне кровавой гражданской войны. В ноябре 1992 года назначен заместителем Председателя Государственного совета Таджикистана, но через несколько дней заявил об отставке с этого поста в интересах соблюдения нейтрального статуса российских войск в регионе. В условиях оторванности от России, потери снабжения в Таджикистане, Ашуров проявлял выдержку, а когда это требовалось — решительность. Войска 201-й дивизии обеспечили свою собственную безопасность и безопасность русского населения в Душанбе. Был ликвидирован ряд наиболее крупных бандформирований. Также совместно с российскими пограничниками 201-я мотострелковая дивизия во главе с Ашуровым боролась и с проникновением бандформирований из соседнего Афганистана, и с начавшейся тогда массовой переброской наркотиков оттуда в страны СНГ через афганскую границу.
В 1993 году Ашуров благодаря успешной военной службе был отозван из Таджикистана и направлен на учебу слушателем в Военную академию Генерального штаба Вооружённых сил Российской Федерации. После ее окончания в 1995 году назначен первым заместителем командира 8-го гвардейского армейского корпуса Северо-Кавказского военного округа (Волгоград). Возглавляя части корпуса, принимал участие в первой чеченской войне 1994–1996 годов.
С 1998 года — заместитель командующего войсками Северо-кавказского военного округа по боевой подготовке. В этой должности принимал участие в отражении вторжения чеченских боевиков в Дагестан, в наступлении российских войск осенью 1999 года по территории Чеченской республики. В декабре 1999 года назначен командующим войсковой группировкой «Юг», действующей в горных районах Чечни.
За мужество и героизм, проявленные в ходе контртеррористической операции на Северном Кавказе заместителю командующего Северо-Кавказского военного округа по боевой подготовке генерал-лейтенанту Ашурову Мухридину Ашуровичу Указом Президента Российской Федерации № 549 от 23 марта 2000 года было присвоено звание Героя Российской Федерации.
В период с 2002 по 2004 год служил на должности Главного военного советника при Министре обороны и начальнике Генерального штаба Вооруженных Сил Сирийской Арабской республики.
С 2005 года — в запасе по достижении предельного возраста нахождения на военной службе.

## Итум-Калинский десант
В ходе контртеррористической операции на Северном Кавказе была проведена операция под названием Итум-Калинский десант.
В декабре 1999 года Ашуров назначен командующим войсковой группировкой «Юг», действующей в горных районах Чечни. Под его командованием проведена внезапная десантная операция по высадке войск на грузинской границе и взятию под контроль Аргунского ущелья, совместно с частями Пограничных войск. В зимнее время были высажены вертолетные десанты на высотах от 1 800 до 3 000 метров над уровнем моря, захвачены господствующие высоты и стратегически важные позиции. Немедленно произведено их укрепление и обустройство. Четырежды крупные силы бандформирований пытались прорвать российские позиции в Аргунском ущелье и каждый раз были отбиты.
Операцию планировалось провести в тесном взаимодействии с подразделениями Министерства обороны. Представители Северо-Кавказского регионального управления ФПС России вместе с командующим оперативной группой «Юг» генерал-лейтенантом Мухридином Ашуровым делали ставку на тщательность подготовки с учётом имеющегося опыта прошлой кампании. Замыслом операции предусматривалось, что российские пограничники во взаимодействии с оперативной группой «Юг» овладеют населенными пунктами в Итум-Калинском и Шаройском районах Чечни для установления контроля над южным регионом республики и, обеспечивая охрану чеченского участка российско-грузинской границы, не допустят ухода НВФ на территорию Грузии в направлении Итум-Кале — Шатили. Внезапность в проведении операции достигалась за счет того, что в это время активизировались боевые действия федеральных сил на грозненском направлении, что обеспечило отвлечение основных сил незаконных вооруженных формирований от южных районов Чечни. В качестве района высадки были определены развалины Джари и Коротах.

## Семья
Вдова — Татьяна, дети — Елена (род.26 сентября 1975 г.) и Надежда (род.25 июля 1979г.), внуки — Александра (род.24 июня 1994г.), Анастасия (род.29 мая 1998г.) и Дмитрий (род.18 декабря 2013г.)

## Цитаты
Самым знаменитым высказыванием Ашурова является его послание тогдашнему президенту Чечни Аслану Масхадову в ходе второй чеченской кампании:
«Я иду за тобой! Встречай! Встретимся как мужчины на поле битвы!» — Ашуров Мухридин Ашурович

## Оценки
Герой Российской Федерации генерал-полковник Геннадий Трошев в своих воспоминаниях дал следующую оценку Мухридину Ашурову:
По словам командующего федеральной группировкой генерала Г. Трошева «Высадка нашего воздушного десанта в верховья Аргунского ущелья стала полной неожиданностью для боевиков. Сначала, из-за противоречивости информации, сведения о десанте боевики восприняли с недоверием, как несоответствующие действительности. В данном случае прекрасно сработали наша агентурная разведка и специалисты по радиоэлектронной борьбе. Когда же полевые командиры окончательно уяснили ситуацию, было уже поздно. Руководивший десантированной группировкой генерал М. Ашуров отбил все атаки бандитов». — Геннадий Трошев. «Моя война. Чеченский дневник окопного генерала»

## Награды
- Герой Российской Федерации (2000 год, за службу в Чечне)
- Орден Мужества (за службу в Чечне)
- Орден Красной Звезды (за службу в Афганистане)
- Орден «За личное мужество» (за службу в Таджикистане)
- Орден «За храбрость» (Сирия)
- Медаль «За подготовку» (Сирия)
- Медаль «Воину-интернационалисту от благодарного афганского народа» (Афганистан)
- Медаль «Ветеран Вооружённых Сил СССР»
- Юбилейная медаль «50 лет Вооружённых Сил СССР»
- Юбилейная медаль «60 лет Вооружённых Сил СССР»
- Юбилейная медаль «70 лет Вооружённых Сил СССР»
- Другие медали России и СССР
- три иностранных ордена
- Золотые именные часы от Председателя Правительства Российской Федерации Владимира Владимировича Путина  (1999 год)
- Именное огнестрельное оружие от Министра обороны Российской Федерации (1999 год)